# St.-Anna-Hof (Wien)

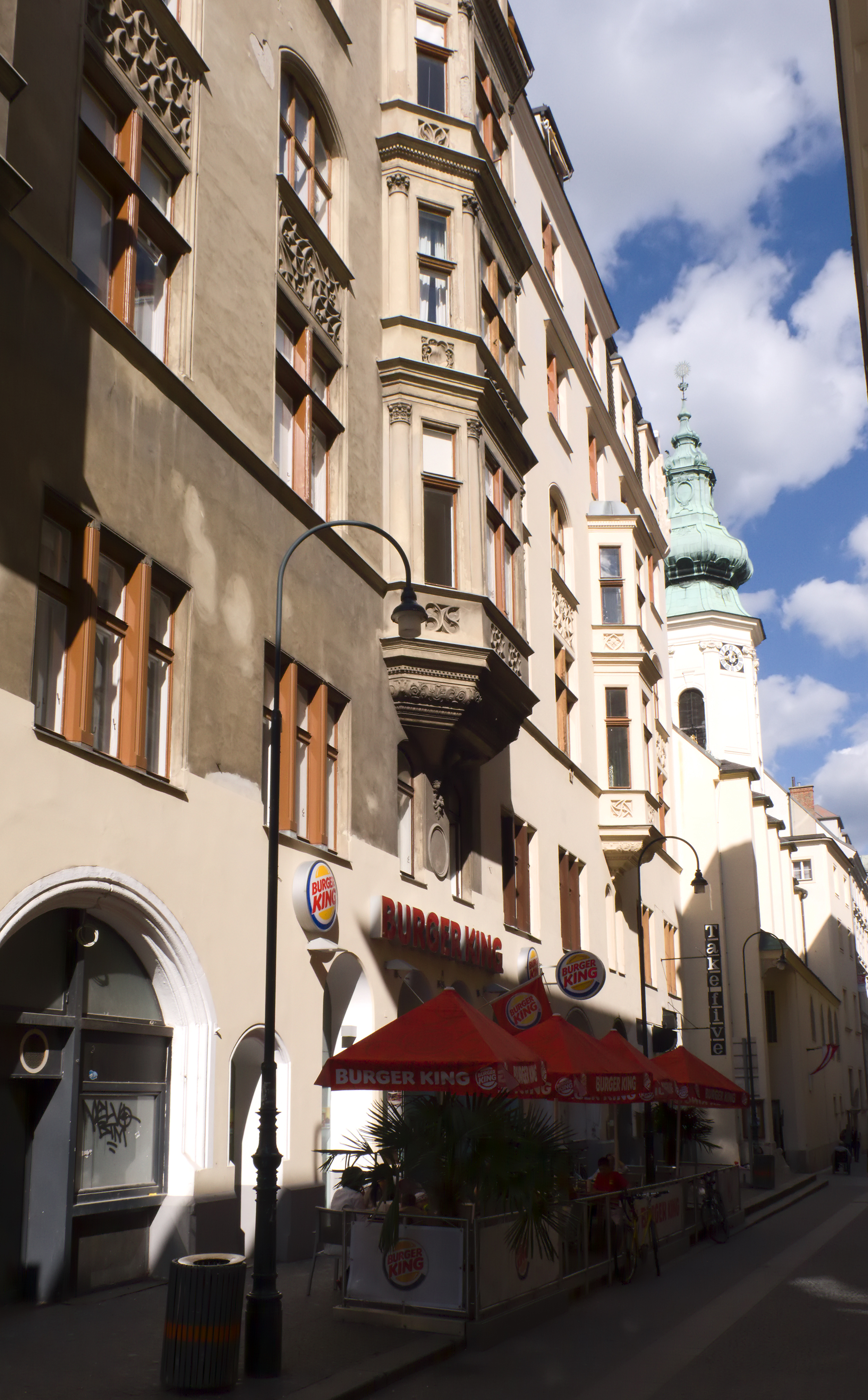
St.-Anna-Hof und Annakirche

Der St.-Anna-Hof (auch: Annahof) ist ein Gebäude im 1. Wiener Gemeindebezirk, Innere Stadt, zwischen der Annagasse 3 und der Johannesgasse 4, unmittelbar neben der Annakirche. Der St.-Anna-Hof weist eine lange Geschichte als Gastronomie- und Veranstaltungsstätte auf.

## Geschichte

### Vorgeschichte
Im alten Annahof befand sich seit 1628 bis 1773 ein Jesuitenkloster, das Noviziat des Ordens in St. Anna. Im 18. Jahrhundert war darin die „Normalschule St. Anna“ beheimatet, die auch Franz Schubert und Franz Grillparzer besuchten.
Im Keller befand sich eine Gastwirtschaft. 1786 übersiedelte die Akademie der bildenden Künste Wien in das St.-Anna-Gebäude. Es wurden dort öffentliche Kunstausstellungen veranstaltet.
Am 1. März 1840 eröffnete eine biedermeierliche Erlebniswelt in den Kellerräumen des St.-Anna-Klosters (Eingang von der Johannesgasse 4), das Neue Elysium. Das Lokal, programmatisch als „unterirdische Wanderung durch die Welt“ benannt, wurde zu einer der Hauptattraktionen des vormärzlichen Wien.
1854 starb der Betreiber, Josef Daum, an der Cholera. Sein Sohn führte das Etablissement zunächst fort, musste es aber nach stark rückläufigem Erfolg 1864 (nach anderer Darstellung 1857) schließen. Ab den 1920er Jahren wurden die Räumlichkeiten in der Johannesgasse als Theater genutzt, aktuell befindet sich hier das Metro-Kino.

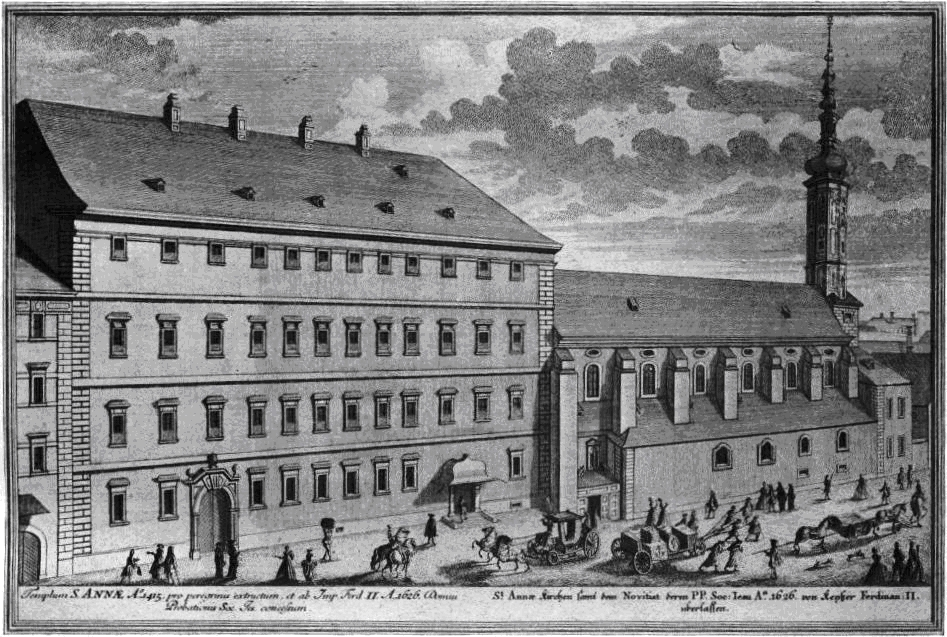
Alter St.-Anna-Hof im 17. Jahrhundert
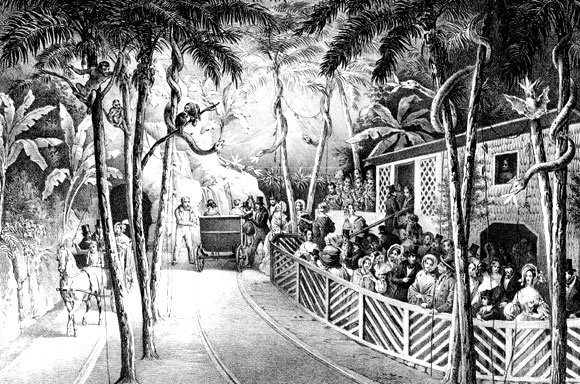
Elysium im Keller des alten Annahofes um 1840
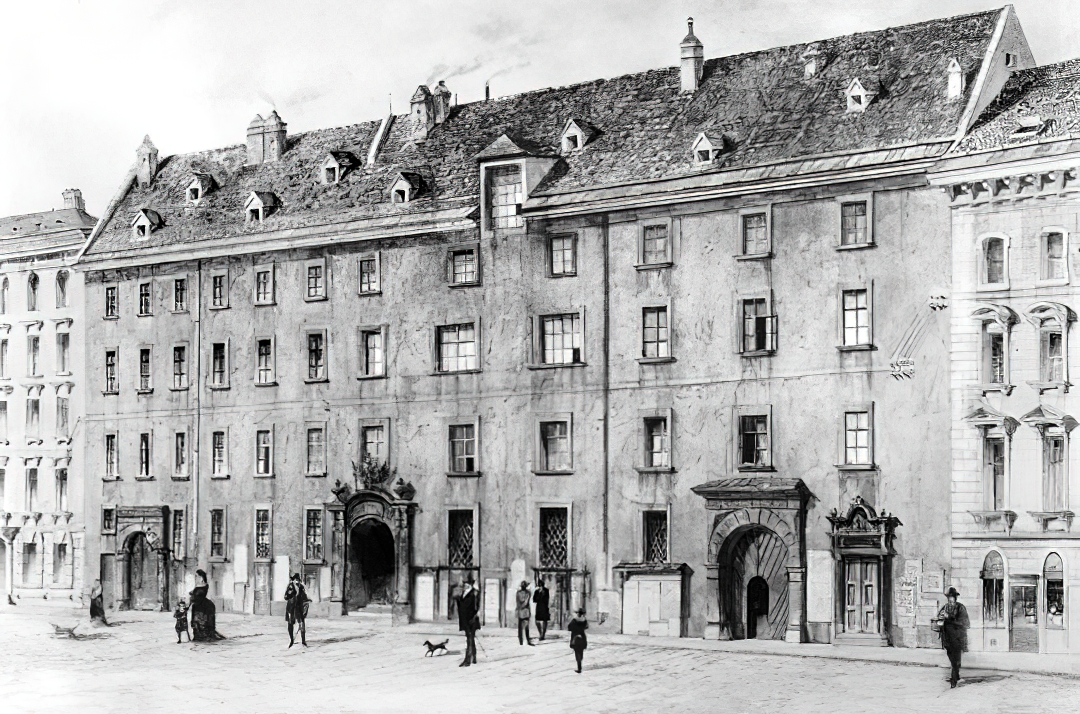
St.-Anna-Hof, Eingang von Johannesgasse um 1886

### Heutiger Bau, ab 1894
1894 wurde der Annahof vom Architektenduo Fellner und Helmer neu gebaut. Das Duo hatte sich zur damaligen Zeit auf Theaterbauten in Europa spezialisiert. In Wien wurden von ihnen unter anderem das Konzerthaus, das Akademietheater, das Ronacher, das Vorderhaus zur Wienzeile des Theaters an der Wien und das Volkstheater errichtet. Beauftragt wurden sie von Viktor Silberer, einem Pionier der österreichischen Luftfahrt.
Im St.-Anna-Hof wurde das Etablissement Tabarin als ein mehrstöckiges Revuetheater integriert. Es handelte sich um einen prunkvollen Ballsaal nach Pariser Vorbild.
1910 hatte man den ehemaligen, 1000 Quadratmeter großen Ballsaal durch das Einziehen einer Betonzwischengeschoßdecke halbiert und das Kellergeschoß zum Theatersaal für Kabarett mit Tischen im Parkett und seitlich erhöhten Logen umgebaut.
1910 wurde in diesen Räumlichkeiten das Max & Moritz Theater von der Wiener Ballhausgesellschaft eröffnet und von Ferdinand Grünecker und Ludwig Hirschfeld geleitet. Im Max & Moritz trat 1911 der noch unbekannte Hans Moser auf. Wenig erfolgreich, wurde es nach rund drei Jahren geschlossen.

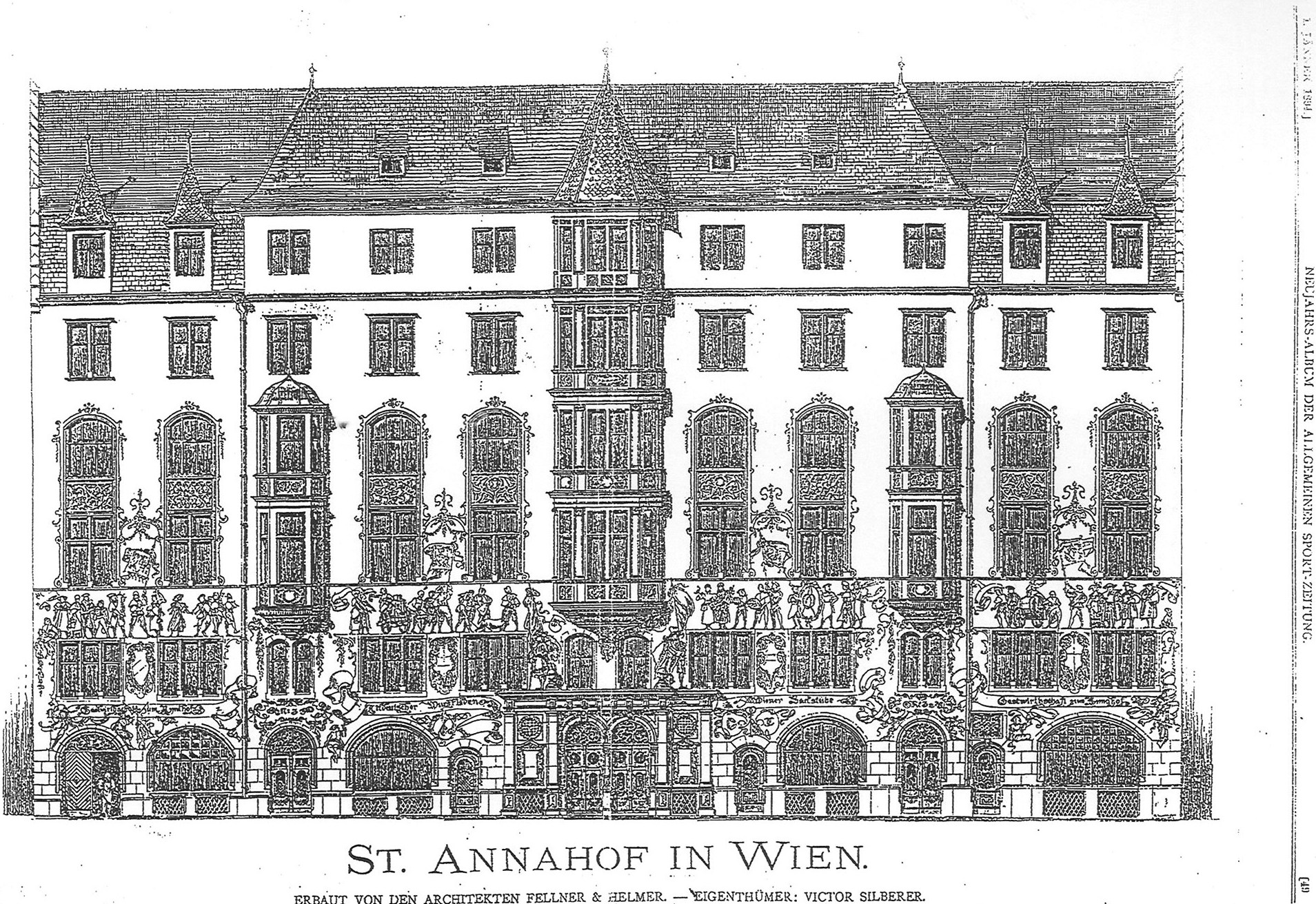
Anzeige in der Wiener Sport Zeitung, Vermietung des St.-Anna.Hofs, Jänner 1894
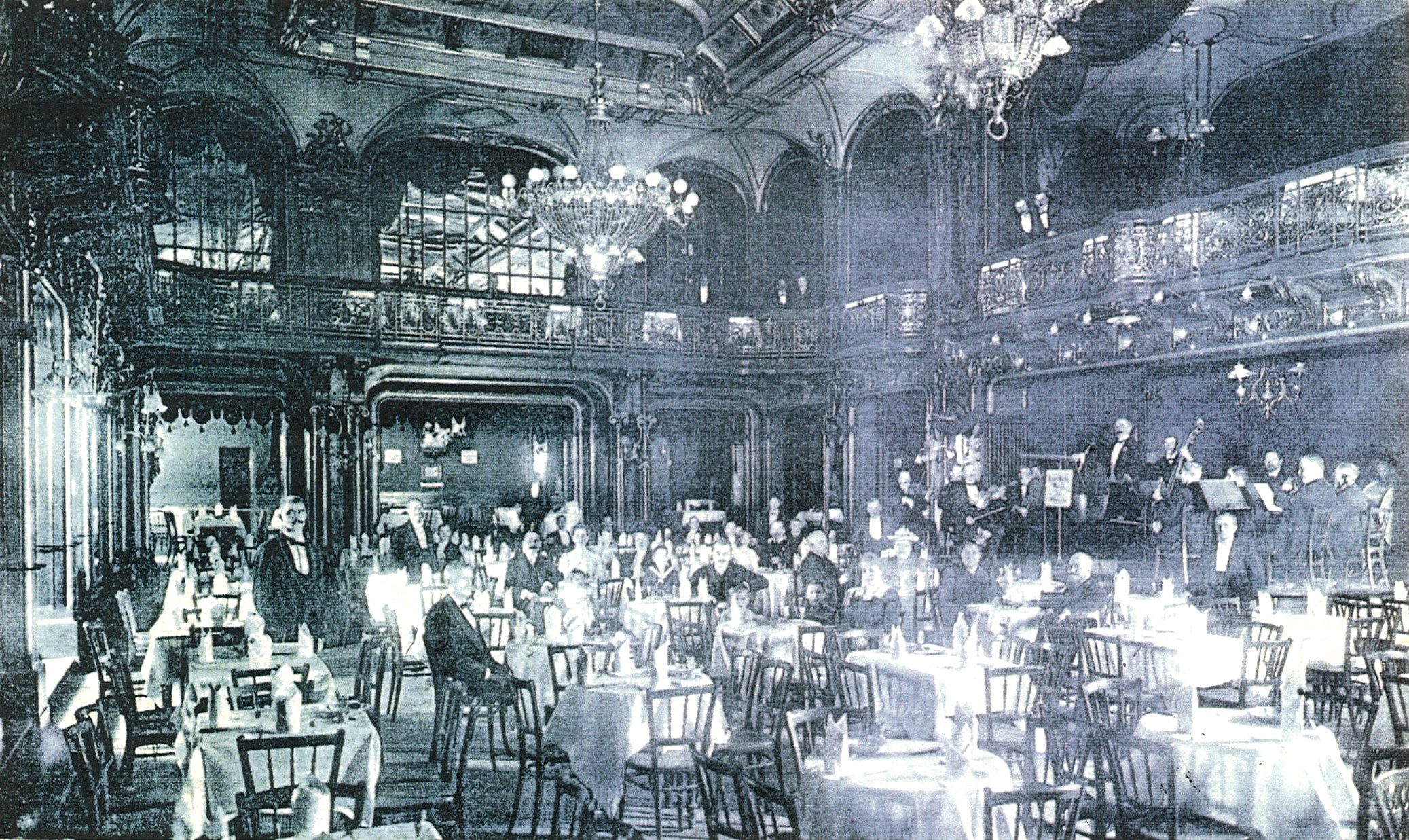
Großer Saal des St.-Anna-Hofes, Ende 19. Jahrhundert
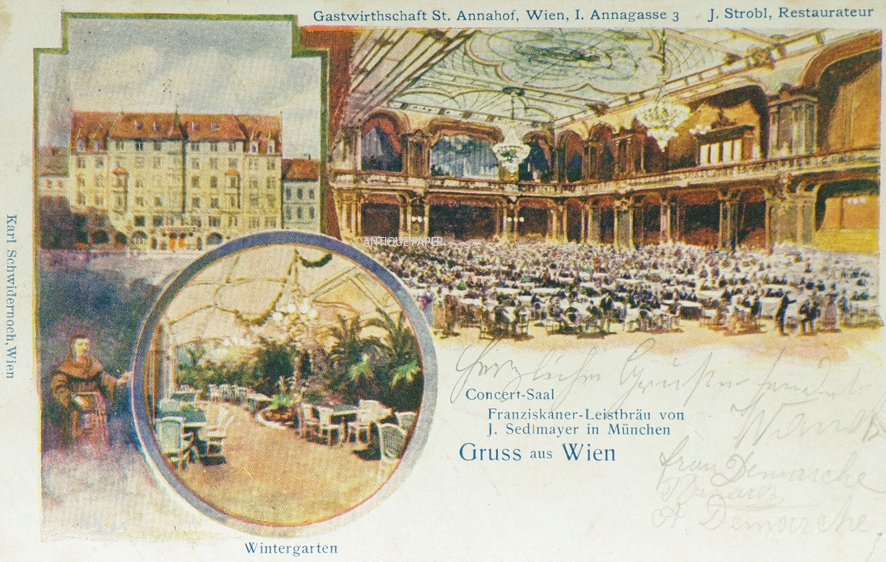
Postkarte Annahof, ca. 1901

### Zwischenkriegszeit
Nach der Wiedereröffnung des Theaters durch Heinrich Eisenbachs Ensemble bürgerte sich für dieses bald auch der Name Max & Moritz ein. Das Eisenbach Ensemble war ab der Saison 1915/1916 bis 1924 fest in der Annagasse angesiedelt.
Im Haus in der Annagasse 3 konnten zwei Säle verwendet werden: der obere als Tanzsaal, der untere als „Bierwirtschaft“ und Aufführungsraum. Letzterer wurde in der Planungsphase auf 600 Personen ausgelegt. Um angemessene Voraussetzungen zu schaffen, wurden vor der Eröffnung ein Vortragspodium mit Orchestergraben sowie Logen und Garderoberäume errichtet. Die endgültige Zahl der Sitzplätze lag schließlich um 400.
Das Max & Moritz war auch nach dem Krieg eine Bühne, die sich als jüdisch definierte, das Jüdische als Chiffre für komische Wirkungen verwendete.

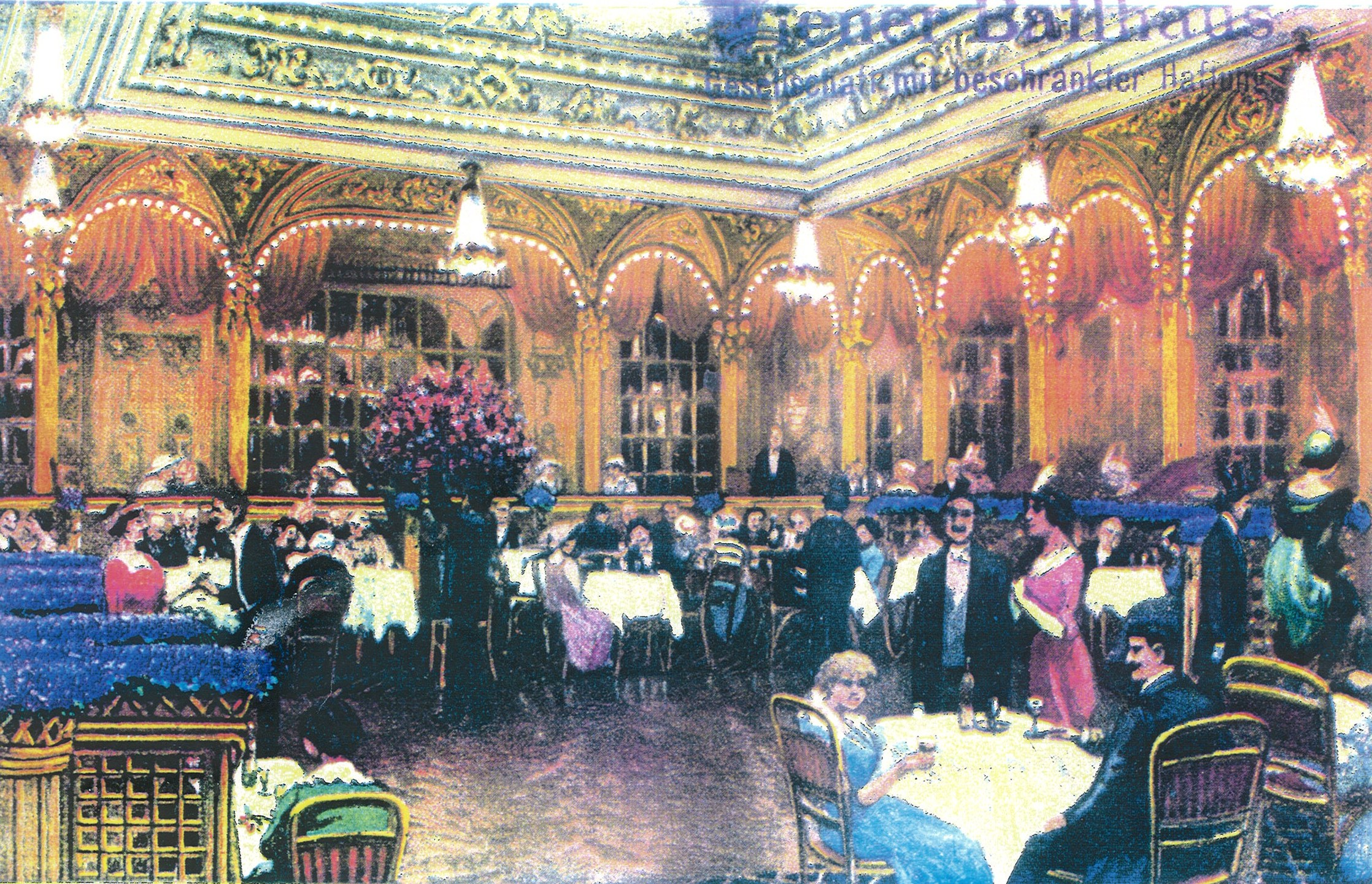
Foto des Ballsaals St.-Anna-Hof, Wiener Ballhausgesellschaft, um 1920

Mit Ende Mai 1924 musste nach Heinrich Eisenbachs Tod das Ensemble die Spielstätte in der Annagasse aufgeben. Schon im November 1923 war über einen angestrebten Prozess gegen die Wiener Ballhausgesellschaft, in deren Besitz sich das Lokal befand, berichtet worden. Die Berufung auf den Mieterschutz war vor Gericht nicht von Erfolg gekrönt, da nur ein Pachtvertrag vorlag. Im Februar 1924 gaben die damaligen Pächter im Rahmen eines Zeitungsinterviews ihrer Enttäuschung über die drohende Delogierung Ausdruck. Sie monierten, dass in Wien kein anderes Lokal zu finden sei, und dass das Personal – 15 Künstler und 15 weitere Angestellte – von der Kündigung härter getroffen werde als sie als Schriftsteller, deren über hundert Theaterstücke sogar in Amerika aufgeführt werden. Gastspielangebote aus dem Ausland (der Tschechoslowakei, Holland und Amerika) lägen vor.

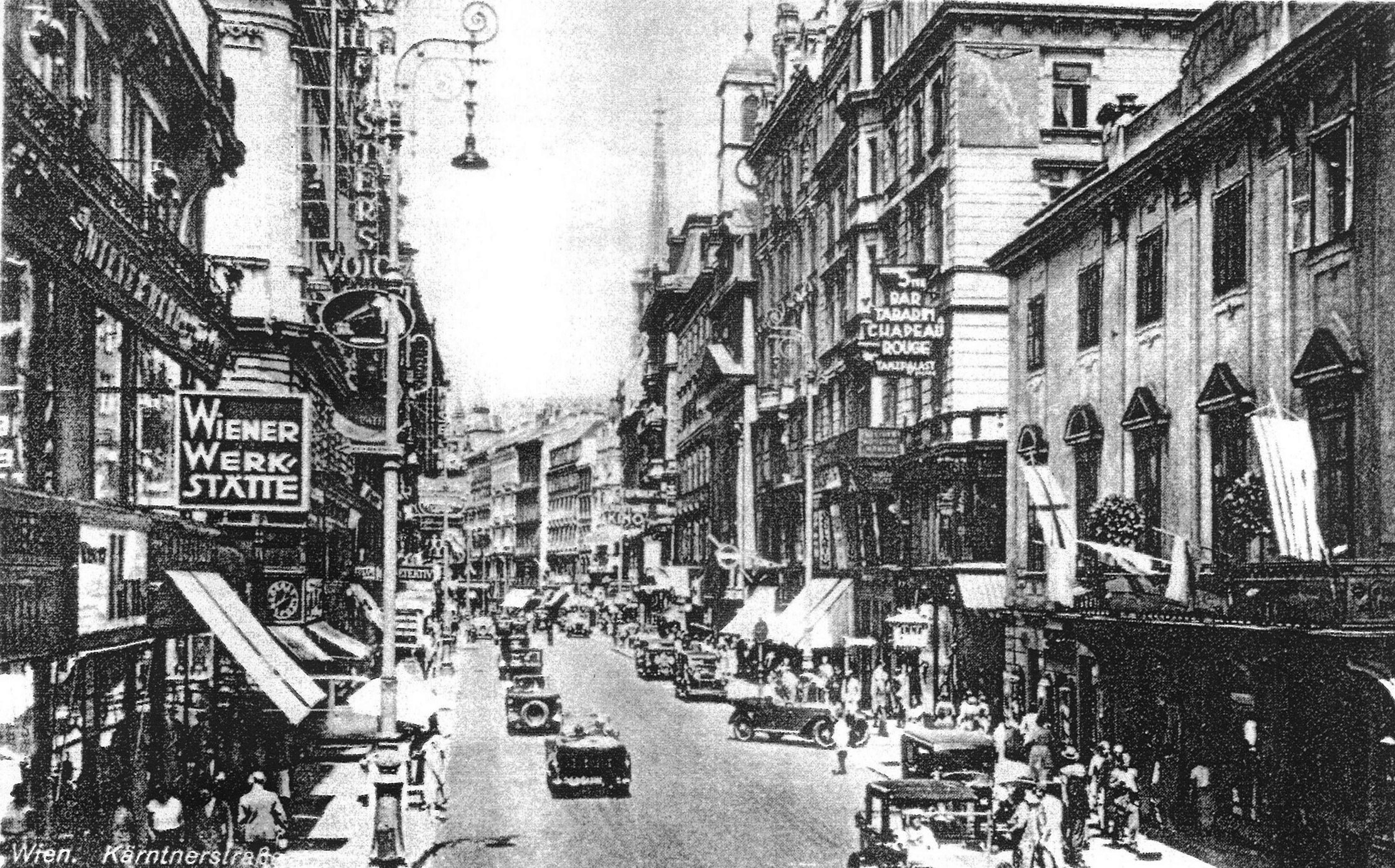
Ecke Kärntner Straße / Annagasse mit Werbetafeln des Tabarins und der Chapeau Rouge Bar, ca. 1925

In der Annagasse wurde nach dem Auszug des Ensembles 1924 die kurzlebige Robert Stolz-Bühne eröffnet. Im Herbst 1928 konnte man in den Zeitungen von der geplanten Wiedereröffnung des Theaters in der Annagasse lesen. Wo ein Jahr lang Grünbaum und Wiesner das Boulevardtheater betrieben hatten, sollte jetzt wieder ein Ensemble im Stil des Max & Moritz einziehen. Für Resonanz in der Presse sorgte das geplante Engagement des Budapester Komikers Sándor Rott.
Armin Bergs Beteiligung an dem Vorhaben stand von Beginn an fest. Weitere Komplikationen schienen ausstehende Zahlungen an die Bühnenarbeiter und die Befürchtung der Polizeidirektion, dass das Theater bald wieder in Geldnöte kommen würde, zu bereiten. Schließlich wurden die Zweifel an der Eröffnung durch einen offenen Brief von Direktor Adolf Brett beseitigt. Er erklärte, „daß ich als Besitzer der Bühne, die in der vorigen Saison unter dem Namen Boulevardtheater bestand, diese am 3. November als Theater der Komiker eröffne.“
1933 fungierte Sándor Rott als Direktor des Theaters. Ihm wurde im Lauf des Herbstes immer wieder aufgetragen, diverse Mängel der Lokalität zu beseitigen, was dieser anscheinend nicht schaffte. Am 7. Dezember schrieb der Magistrat: „Sowohl den Aufträgen der vorgenannten Bescheide, die trotz wiederholter Mahnung nicht erfüllt wurden, als auch dem neuen Auftrag ist sofort zu entsprechen, widrigenfalls die Strafamtshandlung gegen Sie eingeleitet werden müsste.“ Als Rott den Forderungen am Ende des Monats noch immer nicht nachgekommen war, wurde ihm eine letzte Frist gesetzt und mitgeteilt, dass bereits rechtliche Schritte eingeleitet worden seien. Spätestens am 8. Jänner 1934 hatte das Theater der Komiker seinen Betrieb aufgrund wirtschaftlicher Schwierigkeiten eingestellt.
Im Annahof beheimatete Lokale hießen Monte, Tenne, Take Five, Wiener Wald. Das spätere Take Five hatte damals den Namen Wintergarten und dann später Playboy-Club. Das Tabarin musste nach 1938 seinen Namen – entsprechend der Sprachregelung im „Dritten Reich“ – in Triumph-Tanzpalast ändern. Dort spielte unter anderem der Swingsänger Fratelli Sereno. Horst Winter, den die Kriegswirren nach Wien verschlagen hatten, begann Ende 1945, eine Bigband aufzustellen, aus der später das berühmte Wiener Tanz Orchester (WTO) entstand. Winter trat damals neben Soldatenclubs im Triumph auf.

### Nach 1945

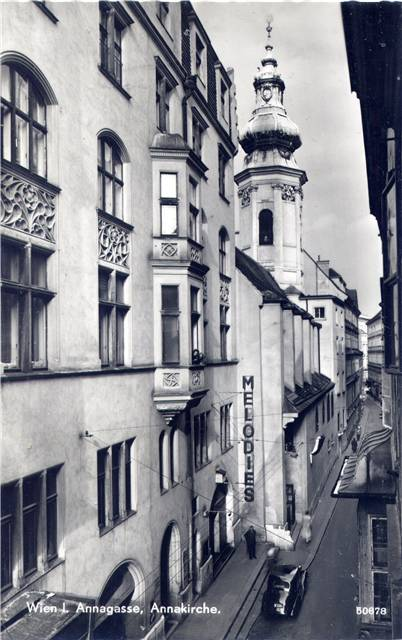
Melodies Bar im St.-Anna-Hof (ca. 1950)

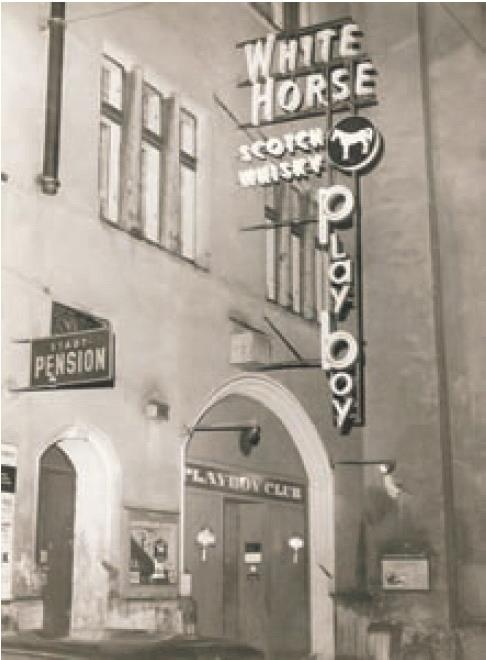
Playboy Club (ca. 1960)

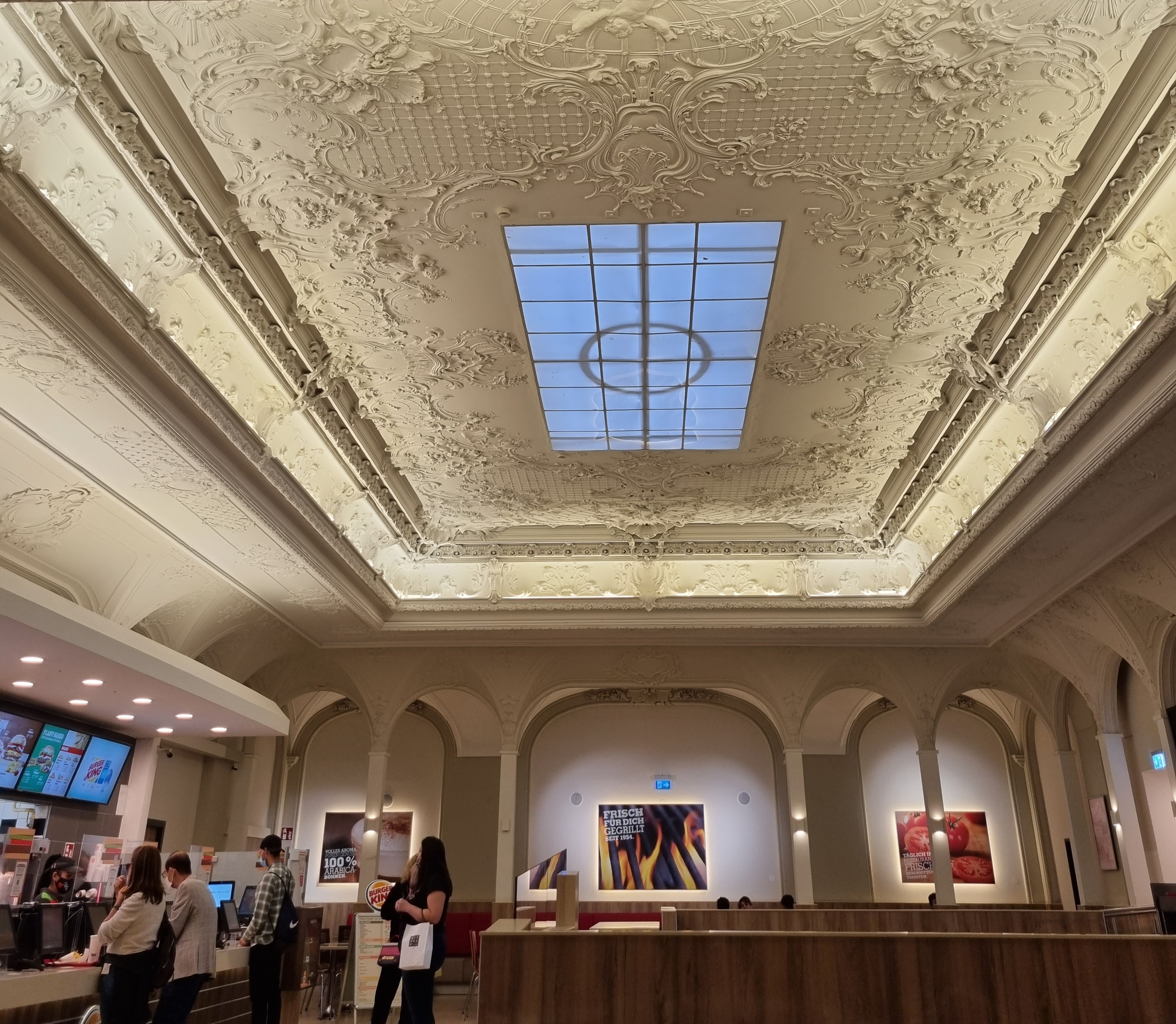
Stuckdecke in der Annagasse 3

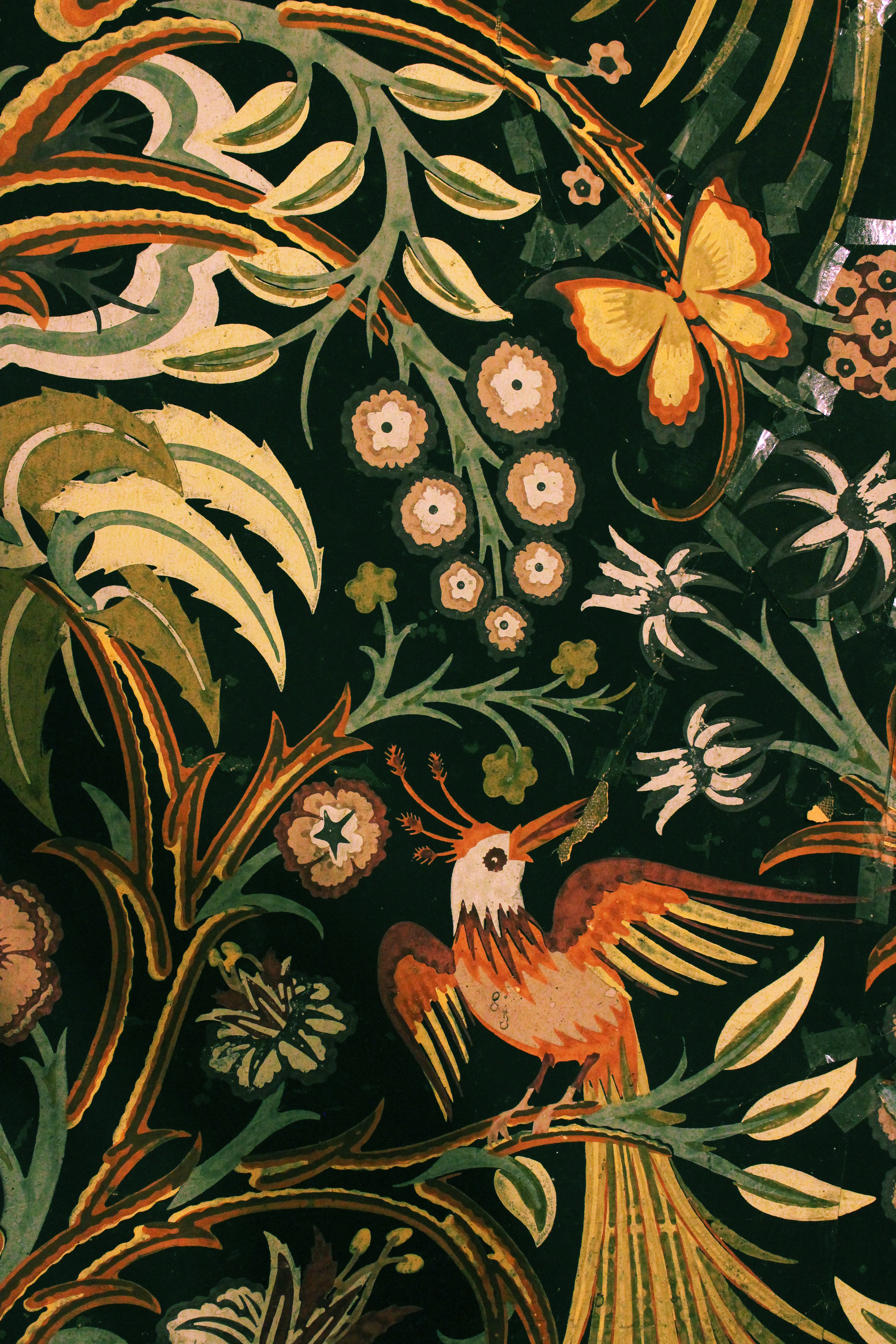
Originaltapete von Otto Prutscher

In den 1950er Jahren entstand am ehemaligen Standort des Max & Moritz die Melodies Bar. Dort spielten unter anderem Maxi Böhm, Hugo Wiener und Cissy Kraner.
In der Sansibar war das Swingtrio Danzinger zu hören, später hieß das Lokal Adebar und war ein Treffpunkt für Jazzfans. Heute befindet sich dort das Restaurant Wienerwald.
In den 1950er Jahren fanden in den Räumlichkeiten des Tabarin unter anderem Modeshows für „stärkere Damen“ statt. 1955 eröffnete der Jazzmusiker Fatty George sein Lokal in der Tabarin Bar, das Fatty's Jazz Casino. Sein Verdienst liegt in der Vermittlung des Mainstream Jazz in einem Land, in dem während der Nazi-Herrschaft „undeutsche“ Musik und solche aus den Vereinigten Staaten verboten war. Seine Schallplatten – die erste entstand 1954 – trugen hierzu ganz wesentlich bei, ebenso wie ab 1977 seine Auftritte in seiner eigenen, vom ORF produzierten Fernsehsendung „Fatty live“.
Ende der 1950er Jahre gründeten Niki Czernin, Alfi Windisch-Graetz und Thomas Hörbiger den Playboy-Club, eine der ersten Diskotheken Wiens. 1962 wurde im Keller des Barlokals Playboy-Club das Tanzlokal Playboy behördlich genehmigt. Nachdem zwei weitere Besitzer dazu gestoßen waren, wurde das Lokal in Take Five umbenannt. 2014 wurde das Tanzlokal geschlossen.
1963 führte die österreichische Schlagerband „Bambis“ das Lokal in der Annagasse. Ihre beiden größten Erfolge waren „Melancholie“ und „Nur ein Bild von Dir“, mit denen sie 1964 und 1965 Plätze in den Charts belegten. Zu dieser Zeit wurde das Tabarin in Tenne umbenannt. Damals wurde auch jene (zwischenzeitlich wieder entfernte) Betonzwischendecke eingezogen, die die prachtvollen Fin de siècle-Stuckverzierungen an der Decke verbarg.
Seit der Teilung des großen Lokals in mehrere kleinere, eigenständige Lokale gab es in den Räumlichkeiten der späteren Diskothek Monte – es war zu Tabarin-Zeiten der Eingangsbereich zum großen Tanzsaal – mehrere Pächter. Das Lokal hieß unter anderem Little Tabarin, Playboy, C3, Spiegel, Monte Nuovo, Montevideo, und Monte. Von den 1980er Jahren bis Mitte 2001 war das Lokal Montevideo bzw. Monte ein beliebter Szenetreffpunkt in Wien und gehörte neben dem Take Five zu den nobelsten Diskotheken Wiens. Der Türsteher und Szenefotograf Conny de Beauclair begann seine Karriere in den 1980er Jahren in diesem Lokal.
Im Jahr 2001 fand ein Pächterwechsel und die Neuorientierung auf ein junges Publikum statt. Der Lokalumbau und das neue Konzept wurden aber nicht angenommen, und deshalb musste das Lokal nach einigen unglücklichen Versuchen schließen. 2004 schloss auch die Tenne ihre Pforten. Nach einer aufwendigen Renovierung zog die Fast-Food-Kette Burgerking in die Räumlichkeiten ein.
In den Jahren 2008 bis 2010 wurde im Souterrain – unterhalb des ehemaligen Tabarin – der große Saal in der Ausstattung von 1910 durch „Art & Style“ originalgetreu renoviert, beherbergt nun ein Schuhgeschäft und kann während der Geschäftszeiten besichtigt werden. Die exotischen Tapeten Otto Prutschers wurden wiederhergestellt.